# Cantón de Tournon-d'Agenais
El cantón de Tournon-d'Agenais era una división administrativa francesa, que estaba situada en el departamento de Lot y Garona y la región de Aquitania.

## Composición
El cantón estaba formado por diez comunas:
- Anthé
- Bourlens
- Cazideroque
- Courbiac
- Masquières
- Montayral
- Saint-Georges
- Saint-Vite
- Thézac
- Tournon-d'Agenais

## Supresión del cantón de Tournon-d'Agenais
En aplicación del Decreto n.º 2014-257 de 26 de febrero de 2014, el cantón de Tournon-d'Agenais fue suprimido el 22 de marzo de 2015 y sus 10 comunas pasaron a formar parte del nuevo cantón de Le Fumélois.